# Antonina Michailowna Markowa
Antonina Michailowna Markowa (russisch Антонина Михайловна Маркова; * 6. Dezember 1922 in Jekaterinoslaw, Sowjetrussland; † 17. Februar 1996 in Moskau) war eine sowjetische Schauspielerin und Synchronsprecherin.

## Laufbahn und Ehrungen
Antonina Markowa besuchte von 1940 bis 1941 die Philologische Fakultät der Universität Jekaterinoslaw. Nach Ausbruch des Deutsch-Sowjetischen Krieges trat sie im Ensemble der Sowjetischen Luftverteidigungsstreitkräfte auf und ließ sich anschließend bis 1948 beim Lenkom-Theater zur Schauspielerin ausbilden. 1955 trat Markowa für die Jack-London-Verfilmung Мексиканец (Mexikanez) erstmals vor die Kamera und wurde im selben Jahr vom Gorki-Studio verpflichtet. Dort verblieb die dunkelhaarige Mimin bis 1990, gab jedoch nur wenige Filmrollen. Ihr Hauptaugenmerk lag auf der Tätigkeit als Synchronsprecherin, sie war in den russischsprachigen Fassungen diverser Produktionen aus Europa, den USA, Ägypten und Japan zu hören. 
Markowa war Trägerin der Medaille „Sieg über Deutschland“ und des Ordens des Vaterländischen Krieges II. Klasse.

## Filmografie (Auswahl)

### Darstellerin
- 1956: Das Schicksal des Trommlers (Sudba barabanschtschika)
- 1966: Reise mit Gepäck (Puteschestwennik s bagaschom)
- 1973: Siebzehn Augenblicke des Frühlings (Semnadzat mgnoweni wesny)
- 1976: Die schöne Wassilissa (Alternativtitel: Die Hexe Akulina) (Wesjoloje wolschebstwo)

### Synchronsprecherin
- 1952: Willkommen, Mr. Marshall (Bienvenido Mister Marshall) – für Lolita Sevilla
- 1956: Mädchen ohne Mitgift (The Catered Affair) – für Madge Kennedy
- 1959: 41 Grad Liebe (Carry On Nurse) – für Hattie Jacques
- 1960: Flugplatz gesperrt (Letiště nepřijímá) – für Irena Kacírková
- 1960: Die heute über 40 sind – für Lisa Macheiner
- 1961: Fesseln (Pouta) – für Blanka Bohdanová
- 1961: Sein großer Freund (Odwiedziny prezydenta) – für Malgorzata Lorentowicz
- 1963: Fahndung bei Nacht (Inspektort i noschtschta) – Iskra Hadzhieva
- 1964: Schürzenjäger in Not (Özvegy menyasszonyok)
- 1964: …und wenn wir gemeinsam gehen (Hvězda zvaná Pelyněk)
- 1967: Die Morgenstunde eines braven Jungen (Diminețile unui băiat cuminte) – für Elena Sereda
- 1968: Die Sklavenfabrik (Dorei kojo)
- 1969: Der Meisterverbrecher (Az alvilág professzora) – für Edit Domján